# Taksimstadion
Het Taksimstadionwas is een multifunctioneel stadion in Istanbul, een stad in Turkije. In het stadion konden 8.000 tot 10.000 toeschouwers.

## Historie
Op het terrein waar dit stadion werd gebouwd stond eerst een kazerne. Van de kazerne, genaamd Taksim Topçu Kışlası, werd in 1921 een stadion gemaakt. Verschillende grote Turkse voetbalclubs hebben hier wedstrijden gespeeld, alsook het nationale elftal van Turkije. Het stadion werd gesloten en gesloopt in 1940. Na de afbraak kwam er op deze plek een park, het Gezipark.

## Interlands
| Voetbalinterlands | Voetbalinterlands | Voetbalinterlands     | Voetbalinterlands | Voetbalinterlands | Voetbalinterlands |
| №                 | Datum             | Wedstrijd             | Uitslag           | Competitie        | Toeschouwers      |
| ----------------- | ----------------- | --------------------- | ----------------- | ----------------- | ----------------- |
| 1                 | 26 oktober 1923   | Turkije – Roemenië    | 2–2               | vriendschappelijk | 7.500             |
| 2                 | 10 april 1925     | Turkije – Bulgarije   | 2–1               | vriendschappelijk | 4.000             |
| 3                 | 2 oktober 1925    | Turkije – Polen       | 1–2               | vriendschappelijk | 7.000             |
| 4                 | 7 mei 1926        | Turkije – Roemenië    | 1–3               | vriendschappelijk | 5.000             |
| 5                 | 14 oktober 1927   | Turkije – Bulgarije   | 3–1               | vriendschappelijk | 8.000             |
| 6                 | 17 april 1932     | Turkije – Hongarije   | 1–2               | vriendschappelijk | 10.000            |
| 7                 | 22 april 1932     | Turkije – Hongarije   | 1–4               | vriendschappelijk | 8.000             |
| 8                 | 4 november 1932   | Turkije – Bulgarije   | 2–3               | vriendschappelijk | 5.000             |
| 9                 | 12 juli 1936      | Turkije – Joegoslavië | 3–3               | vriendschappelijk | 8.000             |